# طائرات ماكدونل
طائرات ماكدونيل (بالإنجليزية: McDonnell Aircraft)‏ كانت شركة أمريكية لصناعات الطيران ، يقع مقرها فيسانت لويس بولاية ميزوري. تأسست الشركة سنة 1939 من قبل جيمس سميث ماكدونل، واشتهرت الشركة بطائراتها المقاتلة لاسيما الإف - 4 فانتوم الثانية، اندمجت الشركة في وقت لاحق مع شركة دوغلاس للطائرات ، لتشكل معاً شركة ماكدونل دوغلاس عام 1967.